# Pro Patria et Libertate Sezione Calcio 1963-1964
Questa pagina raccoglie le informazioni riguardanti la Pro Patria et Libertate Sezione Calcio nelle competizioni ufficiali della stagione 1963-1964.

## Stagione
Nella stagione 1963-1964 la Pro Patria disputa il campionato di Serie B un torneo a venti squadre che prevede tre promozioni e tre retrocessioni. Con 33 punti in classifica si piazza in tredicesima posizione. Salgono in Serie A il neopromosso Varese con 51 punti, il Cagliari con 49 punti ed il Foggia con 46 punti. Scendono in Serie C il Prato con 31 punti, l'Udinese con 29 punti ed il Cosenza con 26 punti.
Cesarino Pellegatta ha lavorato bene, ma il presidente Enrico Candiani decide di cambiare tecnico e di affidare la carica di allenatore della Pro Patria nella stagione 1963-1964 a Luciano Lupi ex giocatore del Legnano. Il quale porta con sé dai lilla l'attaccante Domenico Gerosa, dal Brescia arriva l'interno Giuseppe Recagno, dalla Lucchese arriva l'ala Alfredo Arrigoni, dal Saronno il mediano "Bumba" Pasquale Lombardi da Origgio, eletto beniamino dai supporters bustocchi. Vengono ceduti alla Spal l'ala Gianfranco De Bernardi e al Legnano l'attaccante Benito Albini. Con dodici reti Enrico Muzzio resta il miglior marcatore della stagione biancoblù. In Coppa Italia eliminazione al primo turno ad opera dei cugini del Varese.

## Rosa
| N. |                   | Ruolo | Calciatore             |
| -- | ----------------- | ----- | ---------------------- |
|    | Italia (bandiera) | D     | Giancarlo Amadeo       |
|    | Italia (bandiera) | A     | Alfredo Arrigoni       |
|    | Italia (bandiera) | C     | Vittorino Calloni      |
|    | Italia (bandiera) | C     | Adelio Crespi          |
|    | Italia (bandiera) | C     | Pierangelo De Bernardi |
|    | Italia (bandiera) | P     | Luigi Della Vedova     |
|    | Italia (bandiera) | A     | Domenico Gerosa        |
|    | Italia (bandiera) | C     | Pasquale Lombardi      |
|    | Italia (bandiera) | A     | Norberto Mascheroni    |

| N. |                   | Ruolo | Calciatore           |
| -- | ----------------- | ----- | -------------------- |
|    | Italia (bandiera) | A     | Enrico Muzzio        |
|    | Italia (bandiera) | A     | Gilbert Perrucconi   |
|    | Italia (bandiera) | P     | Umberto Provasi      |
|    | Italia (bandiera) | C     | Giuseppe Recagno     |
|    | Italia (bandiera) | C     | Carlo Regalia        |
|    | Italia (bandiera) | C     | Franco Rondanini     |
|    | Italia (bandiera) | A     | Renzo Rovatti        |
|    | Italia (bandiera) | C     | Paolo Signorelli     |
|    | Italia (bandiera) | D     | Giuseppe Taglioretti |

## Risultati

### Serie B

#### Girone di andata
| Arbitro: | Gonella (Torino) |

|  |           |                         |
|  | Marcatori | 16’ Muzzio 69’ Arrigoni |

| Arbitro: | Righetti (Torino) |

|  |           |             |
|  | Marcatori | 83’ Clerici |

| Arbitro: | Di Tonno (Lecce) |

|                              |           |                         |
| Regalia 23’, 62’ Rovatti 30’ | Marcatori | 66’ Mujesan 71’ Sartore |

| Arbitro: | Cadel (Mestre) |

|  |           |                                |
|  | Marcatori | 12’ Arrigoni 77’ (rig.) Muzzio |

| Arbitro: | Rigato (Mestre) |

|            |           |             |
| Muzzio 90’ | Marcatori | 52’ Baruffi |

| Arbitro: | Acernese (Roma) |

|                      |           |  |
| Frigeri 3’ Dalio 75’ | Marcatori |  |

| Arbitro: | Angelini (Firenze) |

|            |           |                        |
| Muzzio 27’ | Marcatori | 18’ (aut.) Taglioretti |

| Arbitro: | Monti (Ancona) |

|                       |           |             |
| Gerosa 5’, 40’ Muzzio | Marcatori | 84’ Bagnoli |

| Arbitro: | Gonella (Torino) |

|            |           |                                 |
| Taccola 7’ | Marcatori | 6’ Muzzio 20’ Gerosa 65’ Crespi |

| Busto Arsizio 24 novembre 1963 10ª giornata | Pro Patria     | 0 – 0 | Palermo | Stadio Comunale\| Arbitro: \| Barolo (Noale) \| |
| Arbitro:                                    | Barolo (Noale) |       |         |                                                 |

| Arbitro: | Gambarotta (Genova) |

|              |           |  |
| Mazzanti 54’ | Marcatori |  |

| Arbitro: | Carminati (Milano) |

|            |           |  |
| Muzzio 53’ | Marcatori |  |

| Alessandria 15 dicembre 1963 13ª giornata | Alessandria      | 0 – 0 | Pro Patria | Stadio Giuseppe Moccagatta\| Arbitro: \| Cirone (Palermo) \| |
| Arbitro:                                  | Cirone (Palermo) |       |            |                                                              |

| Arbitro: | Politano (Cuneo) |

|             |           |               |
| Viacava 51’ | Marcatori | 54’ Rondanini |

| Arbitro: | De Marchi (Pordenone) |

|               |           |                      |
| Muzzio 3’, 5’ | Marcatori | 68’ Cané 71’ Bolzoni |

| Arbitro: | Bernardis (Trieste) |

|            |           |             |
| Gerosa 46’ | Marcatori | 71’ Rinaldi |

| Arbitro: | Ferrari (Milano) |

|                       |           |            |
| Raffin 5’ Bianchi 76’ | Marcatori | 83’ Gerosa |

| Arbitro: | Palazzo (Palermo) |

|                |           |                   |
| Calloni G. 69’ | Marcatori | 19’ (rig.) Muzzio |

| Arbitro: | Cirone (Palermo) |

|  |           |               |
|  | Marcatori | 46’ Torriglia |

#### Girone di ritorno
| Arbitro: | Racher (Roma) |

|  |           |               |
|  | Marcatori | 90’ Andersson |

| Arbitro: | Barolo (Noale) |

|             |           |  |
| Schiavo 20’ | Marcatori |  |

| Arbitro: | Palazzo (Palermo) |

|                      |           |                          |
| Sartore 30’ Dori 38’ | Marcatori | 62’ Lombardi 64’ Regalia |

| Arbitro: | Samani (Trieste) |

|             |           |  |
| Rovatti 68’ | Marcatori |  |

| Arbitro: | Carminati (Milano) |

|               |           |  |
| Mezzalira 73’ | Marcatori |  |

| Arbitro: | Piantoni (Terni) |

|  |           |                |
|  | Marcatori | 51’ Novelli II |

| Cosenza 22 marzo 1964 26ª giornata | Cosenza        | 0 – 0 | Pro Patria | Stadio Emilio Morrone\| Arbitro: \| Barolo (Noale) \| |
| Arbitro:                           | Barolo (Noale) |       |            |                                                       |

| Arbitro: | Palazzo (Palermo) |

|             |           |            |
| Bagnoli 90’ | Marcatori | 62’ Muzzio |

| Arbitro: | Monti (Ancona) |

|                   |           |             |
| Arrigoni 20’, 63’ | Marcatori | 75’ Taccola |

| Palermo 12 aprile 1964 29ª giornata | Palermo             | 0 – 0 | Pro Patria | Stadio La Favorita\| Arbitro: \| Bernardis (Trieste) \| |
| Arbitro:                            | Bernardis (Trieste) |       |            |                                                         |

| Arbitro: | Marengo (Chiavari) |

|             |           |             |
| Rovatti 52’ | Marcatori | 39’ Beretta |

| Arbitro: | Carminati (Milano) |

|                                 |           |  |
| Traspedini 14’, 86’ Vetrano 50’ | Marcatori |  |

| Arbitro: | Angonese (Mestre) |

|  |           |             |
|  | Marcatori | 57’ Soncini |

| Busto Arsizio 17 maggio 1964 33ª giornata | Pro Patria         | 0 – 0 | Potenza | Stadio Comunale\| Arbitro: \| Marchiori (Padova) \| |
| Arbitro:                                  | Marchiori (Padova) |       |         |                                                     |

| Arbitro: | Varazzani (Parma) |

|                                   |           |               |
| Juliano 2’ Cané 23’ Fraschini 28’ | Marcatori | 73’ Rondanini |

| Arbitro: | Gonella (Torino) |

|                                                     |           |                |
| Nocera 10’, 54’ Oltramari 27’ Signorelli 71’ (aut.) | Marcatori | 70’ Mascheroni |

| Arbitro: | Grignani (Milano) |

|            |           |           |
| Muzzio 44’ | Marcatori | 14’ Baffi |

| Arbitro: | Angelini (Firenze) |

|            |           |          |
| Crespi 40’ | Marcatori | 59’ Cera |

| Arbitro: | Di Tonno (Lecce) |

|                                      |           |               |
| Cappellaro 39’ Greatti 55’ Rizzo 87’ | Marcatori | 75’ Perucconi |

### Coppa Italia
| Arbitro: | Angonese (Mestre) |

|             |           |  |
| Volpato 24’ | Marcatori |  |

## Statistiche

### Statistiche di squadra
| Competizione | Punti | In casa | In casa | In casa | In casa | In casa | In casa | In trasferta | In trasferta | In trasferta | In trasferta | In trasferta | In trasferta | Totale | Totale | Totale | Totale | Totale | Totale | DR |
| Competizione | Punti | G       | V       | N       | P       | Gf      | Gs      | G            | V            | N            | P            | Gf           | Gs           | G      | V      | N      | P      | Gf     | Gs     | DR |
| ------------ | ----- | ------- | ------- | ------- | ------- | ------- | ------- | ------------ | ------------ | ------------ | ------------ | ------------ | ------------ | ------ | ------ | ------ | ------ | ------ | ------ | -- |
| Serie B      | 33    | 19      | 6       | 8       | 5       | 19      | 16      | 19           | 3            | 7            | 9            | 16           | 26           | 38     | 9      | 15     | 14     | 35     | 42     | -7 |
| Coppa Italia |       | -       | -       | -       | -       | -       | -       | 1            | 0            | 0            | 1            | 0            | 1            | 1      | 0      | 0      | 1      | 0      | 1      | -1 |
| Totale       |       | 19      | 6       | 8       | 5       | 19      | 16      | 20           | 3            | 7            | 10           | 16           | 27           | 39     | 9      | 15     | 15     | 35     | 43     | -8 |

### Statistiche dei giocatori
| Giocatore       | Serie B  | Serie B | Coppa Italia | Coppa Italia | Totale   | Totale |
| Giocatore       | Presenze | Reti    | Presenze     | Reti         | Presenze | Reti   |
| --------------- | -------- | ------- | ------------ | ------------ | -------- | ------ |
| G. Amadeo       | 28       | 0       | ?            | ?            | 28+      | 0+     |
| A. Arrigoni     | 22       | 3       | ?            | ?            | 22+      | 3+     |
| V. Calloni      | 37       | 0       | ?            | ?            | 37+      | 0+     |
| A. Crespi       | 22       | 2       | ?            | ?            | 22+      | 2+     |
| P. De Bernardi  | 11       | 0       | ?            | ?            | 11+      | 0+     |
| L. Della Vedova | 7        | -7      | ?            | ?            | 7+       | -7+    |
| D. Gerosa       | 20       | 5       | ?            | ?            | 20+      | 5+     |
| P. Lombardi     | 25       | 1       | ?            | ?            | 25+      | 1+     |
| N. Mascheroni   | 9        | 1       | ?            | ?            | 9+       | 1+     |
| E. Muzzio       | 36       | 12      | ?            | ?            | 36+      | 12+    |
| G. Perrucconi   | 5        | 1       | ?            | ?            | 5+       | 1+     |
| U. Provasi      | 31       | -35     | ?            | ?            | 31+      | -35+   |
| G. Recagno      | 18       | 0       | ?            | ?            | 18+      | 0+     |
| C. Regalia      | 21       | 3       | ?            | ?            | 21+      | 3+     |
| F. Rondanini    | 33       | 2       | ?            | ?            | 33+      | 2+     |
| R. Rovatti      | 18       | 3       | ?            | ?            | 18+      | 3+     |
| P. Signorelli   | 38       | 0       | ?            | ?            | 38+      | 0+     |
| G. Taglioretti  | 37       | 1       | ?            | ?            | 37+      | 1+     |